# Wouro Barriere
Wouro Barriere (Ouro Barrière) est un village du Cameroun situé dans le département de la Bénoué et la région du Nord. Il fait partie de la commune de Lagdo.

## Population
Le nombre d’habitants était de 1128 d’après le recensement de 2005. D’après le Plan Communal de Développement de Lagdo daté de 2015, le nombre d’habitants de Ouro Barrière était de 4890.